# 광주광역시의 고등학교 목록
다음 목록은 광주광역시에 있는 고등학교 목록이다.

## 가
고려고등학교 ·  광덕고등학교 ·  광일고등학교 ·  광주경신여자고등학교 ·  광주고등학교 ·  광주공업고등학교 ·  광주과학고등학교 ·  광주대동고등학교 ·  광주동성고등학교 ·  광주동신고등학교 ·  광주동신여자고등학교 ·  광주서석고등학교 ·  광주석산고등학교 ·  광주소프트웨어마이스터고등학교 ·  광주수피아여자고등학교 ·  광주숭일고등학교 ·  광주여자고등학교 ·  광주여자상업고등학교 ·  광주예술고등학교 ·  광주인성고등학교 ·  광주자동화설비마이스터고등학교 ·  광주자연과학고등학교 ·  광주전자공업고등학교 ·  광주제일고등학교 ·  광주진흥고등학교 ·  광주체육고등학교 ·  국제고등학교 ·  금파공업고등학교 ·  금호고등학교 ·  금호중앙여자고등학교

## 다
대광여자고등학교 ·  대성여자고등학교 ·  동명고등학교 ·  동아여자고등학교 ·  동일미래과학고등학교

## 마
명진고등학교 ·  문성고등학교 ·  문정여자고등학교

## 바
보문고등학교 ·  비아고등학교 ·  빛고을고등학교

## 사
살레시오고등학교 ·  살레시오여자고등학교 ·  상무고등학교 ·  상일여자고등학교 ·  서강고등학교 ·  서진여자고등학교 ·  설월여자고등학교 ·  성덕고등학교 ·  송원고등학교 ·  송원여자고등학교 ·  송원여자상업고등학교 ·  수완고등학교 ·  숭덕고등학교 ·  숭의과학기술고등학교

## 아
운남고등학교

## 자
장덕고등학교 ·  전남고등학교 ·  전남공업고등학교 ·  전남대학교 사범대학 부설고등학교 ·  전남여자고등학교 ·  전남여자상업고등학교 ·  정광고등학교 ·  조선대학교 부속고등학교 ·  조선대학교 여자고등학교

## 차
첨단고등학교

## 파
풍암고등학교

## 하
호남삼육고등학교